# もりちよこ
もり ちよこは、日本の作詞家。大阪府生まれ兵庫県神戸市出身。日本・韓国で作詞家として活動している。

## 略歴
コピーライターとして活躍後、1990年代後半、作詞家となる。
作詞家としてのデビュー作はNHK教育テレビジョン『おかあさんといっしょ』の1998年7・8月の歌『ひまわりとわたあめ』（作・編曲:乾裕樹）。この曲を歌った当時のうたのおにいさん・速水けんたろうとは、後に『けんたろうとミクのワイワイキッズ』等で度々共同で楽曲制作している。アニメ、キッズソングからJ-POP、歌謡曲、K-POP、ドラマ・映画主題歌、CMソングまで幅広く作詞をしている。主な作品は、『感謝』（平原綾香）、『空のほとりで逢えたなら』（堀内孝雄）、『僕のそばには星がある』（タッキー&翼）、『ありがとうが、降り積もる。』（山内惠介）、『100℃で恋をして』（天童よしみ）、「ケロロ軍曹」オープニングテーマ曲『ケロッ!とマーチ』、冬のソナタ主題歌の作曲家・ユ・ヘジュンとのコラボレーション作品『チグエソ 地球の空の下で』など。NHKの子ども番組への提供楽曲に『いないいないばあっ!もりのくに』『わ〜お!』（以上いないいないばぁっ!）、『んがなくちゃ、いか』（ピタゴラスイッチ）、『かっぱなにさま?かっぱさま!』『たこやきなんぼマンボ』『ドコノコノキノコ』『パンパパ・パン』『おまめ戦隊ビビンビ〜ン』『ミライクルクル』（以上おかあさんといっしょ）など。2007年に韓国でも作詞家としてデビューした。
2002年公開の映画「きれいな涙 スピリット」日本語版の訳詞を担当。（歌 森重樹一 ）
2006年発売の映画「サウンド・オブ・ミュージック」製作40周年記念版DVDにて日本語吹替詞を担当、映画公開から40年目にして初めて全曲（「ドレミの歌」を除く）の日本語訳詞を完成。
2008年 - 2012年、NHK教育『ニャンちゅうワールド放送局』の構成台本を担当。
2010年、第61回NHK紅白歌合戦の「キャラクター紅白歌合戦」で、作詞を担当した『ドコノコノキノコ』を当時の『おかあさんといっしょ』出演者が披露。
2013年、韓国国民的歌手インスニのデビュー35周年記念アルバム「UMBRELLA」で、タイトル曲『우산（ウサン・傘）』韓国語詞を作詞。
2015年発売の映画「サウンド・オブ・ミュージック」製作50周年記念版BD/DVDにて全曲（「ドレミの歌」を除く）日本語詞を担当。
2018年、第69回NHK紅白歌合戦の「夢のキッズショー〜平成その先へ〜」にて、作詞を担当した『わ～お!』を『いないいないばあっ!』と『おかあさんといっしょ』の出演者が披露。
2019年、第70回NHK紅白歌合戦の「Disney Cinema Medley 2019」にて、訳詞を担当した『ホール・ニュー・ワールド』（実写版映画「アラジン」より）を 中村倫也・木下晴香が歌唱。
2021年、NHKEテレでミニ番組『シャシャっと!オハヨッシャ!』が放送開始し、作詞を担当した『オハヨッシャ!』が放送される。

## 主な作詞作品
- 「返せない傘を借りた」「僕のそばには星がある」「友よ」（歌 タッキー&翼）
  - 「友よ」は、NHKみんなのうた。
- 「ありがとうが、降り積もる。」「振り返れば、いつも君が」「君の声を抱きしめる」「なにげない日々」「イチカバチカ」（歌 山内惠介）
  - 「イチカバチカ」は、アニメ『はなかっぱ』エンディングテーマ。
- 「感謝」（歌 平原綾香）
  - 韓国語バージョンは韓国KBSドラマ「アクシデント・カップル」挿入歌。
- 「私のお気に入り〜My Favorite Things」（歌 平原綾香）
  - 映画「サウンド・オブ・ミュージック」製作50周年記念日本語吹替版のカバー[3]。
- 「エーデルワイス」（歌 石丸幹二）
  - 映画「サウンド・オブ・ミュージック」製作50周年記念日本語吹替版より[3]。
- 「みちこのズンドコ節」（歌 北翔海莉）
- 「レジェンドの東京節」「たいせつなあなたへ」「HAPPY LEGEND」「乾杯の歌〜椿姫より〜」「初恋〜愛の夢 "3つの夜想曲"より〜」（歌 オペラユニット THE LEGEND）
- 「抱きしめないで瞳で抱いて」「1億よりオンリー・ユー」「アイ・ラブ・ユーより、ありがとう」「100℃で恋をして」（歌 天童よしみ）
- 「空のほとりで逢えたなら」「再愛」「それでも月は」「ひとりぼっちの空じゃない」（歌 堀内孝雄）
  - 「空のほとりで逢えたなら」は、「デビュー50周年ベストアルバム〜愛しき日々〜」収録。
  - 「ひとりぼっちの空じゃない」は、デビュー39周年記念アルバム「Thank you!～愛すべき男たち～」収録。
- 「君だけがいない冬」「月の砂漠」（歌 城南海）
  - 「月の砂漠」は、映画つむぐもの（2016年公開）主題歌
- 「母さんの手」「あるがままに行こうじゃないか」（歌 三田明）
- 「遠い恋人」（歌 藤本美貴）
- 「RomanticたぶんComedy」（歌 金澤朋子）
- 「青春まんまんなか!」（歌 つばきファクトリー）
- 「一尺玉でぶっ放せ!」（歌 ハロプロ研修生）
- 「東京、宵町草。」「ケンチャナ 〜大丈夫〜」「ソウルの雨」「ミアネヨ 〜ごめんなさい〜」「永縁」「釜山発」「サランヘ 〜愛してる〜」（歌 前田有紀）
  - 「サランヘ 〜愛してる〜」はチュ・ガヨルとデュエット。
- 「海岸清掃男子」（歌 HI-FIN）、「エイヤサ!ブラザー」（歌 メロウクアッド）、「都会田舎の彼」（歌 GREEN FIELDS）- 以上、ハロー!プロジェクトのユニット。
- 「愛のドンデン返し」「ケッコン!～残りものには福がある～」（歌 高橋愛・田中れいな・夏焼雅）
- 「勿忘草」（歌 川野夏美）
- 「わたし舟」「おめおめロック」「こころ町」（歌 羽山みずき）
- 「みちのく恋の花」「悲しいときは」（歌 みちのく娘!）
- 「ありがとうの空」（歌 北島ファミリー: 原田悠里 山口ひろみ 北山たけし 大江裕）
- 「花道だけをいきましょう」「愛のBINGO!」「カモメの空」「ありがとう（コマプソ 日本語バージョン）」（歌 キム・ヨンジャ ）
- 「お三時ロック」「ぽかぽるか」（歌 ダイアモンド☆ユカイ）
- 「OK食堂」（歌 ガッツ石松 & ポカスカジャン）- NHKみんなのうた。
- 「回れトロイカ」（歌 竹内力とバンバンバザール）- NHKみんなのうた。
- 「チグエソ 地球の空の下で」（歌・作曲 ユ・ヘジュン）- NHKみんなのうた。
- 「ラーメンどんぶり流れ唄」（歌 湯原昌幸&城之内早苗）- NHKみんなのうた。
- 「アキストゼネコ」（歌 アキストゼニコ!）- NHKみんなのうた。
- 「ぶたまんごころ」（歌 小林亜星）- NHKみんなのうた。
- 「恋のスベスベマンジュウガニ」（歌 イマクニ?）- NHKみんなのうた。
- 「ポプラの伝言」（歌 林部智史）- NHKみんなのうた。
- 「コイシテイルカ」「さかなクンのお絵かきマンボ」「青い海のある青い星〜絶滅した東京湾のアオギスくんがうたう歌」「おさかな美人」（歌 さかなクン）- 「コイシテイルカ」はNHKみんなのうた。
- 「私はブランコ」「ありがとうはエンドレス」（歌 荒木由美子）-「私はブランコ」はNHKみんなのうた。
- 「ママの鏡」「LOVE for TWO」（歌 長山洋子）
- 「Rain 2009」（歌 ウ・ソンミン）
- 「言えないグッバイ」「夢また夢」（歌 前川清&梅沢富美男）
- 「幸せの回数」「ナツメロBOYS」「夕焼けのあなた」「千年の旅人」（歌 湯原昌幸）- 「千年の旅人」は荒木由美子とデュエット.
- GREEK POPSのコーディネート及び訳詞
  - 「ALMA LIBRE〜心よ自由になれ〜」（歌 因幡晃）
  - 「OSAVRIO〜愛は待ってくれない〜」（歌 飯田圭織）など
- 「愛しい人-Japanese version」（歌 パク・ボゴム PARK BO GUM）- 韓国ドラマ『雲が描いた月明り』挿入歌（原題 ネ サラム）
- 「その女 (日本語ver.)」「この愛、忘れないで (日本語ver.)」「愛さない (日本語ver.)」（歌 ペク・チヨン）
- 「Watch Out!! ～熱愛注意報～ (Japanese ver.)」「Here I am (Japanese ver.)」「Love Coach (Japanese ver.) 」（歌 ZE:A）
- 「BAR BAR BAR  Japanese ver.」（歌 CRAYON POP)
- 「ひまわりとわたあめ」「かっぱなにさま?かっぱさま!」「たこやきなんぼマンボ」「冬のないない気のいい王さまのお話」「あのね、あきはね」「ながぐっちゃん!!」「ごめんください、めんください。」「パンパパ・パン」[4]「ドコノコノキノコ」「あくびがビブベバ」「あおうよ!」「おまめ戦隊ビビンビ〜ン」「ミライクルクル」「そらそらそうめん」「おっきなちっちゃな物語」- NHK教育『おかあさんといっしょ』。
- 「ティッタトティッタ」（歌 花田ゆういちろう、小野あつこ、小林よしひさ、上原りさ）- 『映画おかあさんといっしょ〜はじめての大冒険』主題歌
- 「オハヨッシャ!」（歌 小林よしひさ、もも<チャラン・ポ・ランタン>）- NHK BSプレミアム『ワンワンパッコロ!キャラともワールド』体操ソング。
- 「おどっちゃおんど!」（歌 田中真弓）
- 「ケロッ!とマーチ」（歌 角田信朗&いはたじゅり）- アニメ『ケロロ軍曹』初代オープニングテーマ。
- 「ケロロ小隊公認!熱烈歓迎的えかきうた!!」- アニメ『ケロロ軍曹』3代目エンディングテーマ、おいざきふみとしと連名。
- 「帰ってきたケロッ!とマーチ」（歌 財津一郎&小倉優子）- アニメ『ケロロ軍曹』6代目オープニングテーマ。
- 「ケロッ!とマーチ <小隊Ver.>」- アニメ『ケロロ軍曹』10代目オープニングテーマ。
- 「KERO`T MARCH〜ソラミミングリッシュであります!〜」- 劇場版アニメ『超劇場版ケロロ軍曹2 深海のプリンセスであります!』オープニングテーマ。
- 「ケロッ!とマーチ 2008」- 劇場版アニメ『超劇場版ケロロ軍曹3 ケロロ対ケロロ天空大決戦であります!』オープニングテーマ。
- 「毎日かあさん」（歌 森公美子）- アニメ『毎日かあさん』オープニングテーマ。
- 「DANCE!おジャ魔女」（歌 MAHO堂）- アニメ『おジャ魔女どれみドッカ〜ン!』オープニングテーマ。
- 「ちちんぷいぷい ウンチポイポイ」（歌 くまいもとこ&山口勝平）- アニメ『デジモンアドベンチャー』スカモン&チューモンのテーマ。
- 「おみゃーとLet's Go!」（歌 浦和めぐみ）- アニメ『デジモンアドベンチャー』アルマジモンのテーマ。
- 「Don't Stop パタパタ」（歌 松本美和）- アニメ『デジモンアドベンチャー』パタモンのテーマ。
- 「うまうまヤムヤム」（歌 しまじろう&速水けんたろう）
- 「いないいないばあっ!〜もりのくに〜」- NHK教育 『いないいないばあっ!』オープニングテーマ。（2007-2011）
- 「わ〜お!」- NHK教育 『いないいないばあっ!』体操のうた。（2011-2019）
- 「あっけらかんかん」「べじべじ・すうぃんぐ」「バナナ・ブッブー」「くっつんこ」「さむいのヘイ・チャララン!」「すぷ〜んちゃん」「おふろチャップン・チャップンプン」「シュ・ララ ティーちゃん」「おなまえなぁ〜に?」「ほっぺっぽ!」「おむすびちゃんちゃんちゃん」- NHK教育 『いないいないばあっ!』。
- 「んがなくちゃ、いか」「そっくり↑ひっくり↓かえしましょ」- NHK教育『ピタゴラスイッチ』。
- 「おやまのてっぺんてっぺんぺん」（歌 山上兄弟）
- 「ン!チャギントン体操」（歌 つるの剛士）- 『チャギントン』体操ソング。
- 「パジャマジャ」（歌 高橋秀幸&宮本佳那子）- tvkキッズ劇場ピース「パジャマジャ体操」。バンダイ 光るパジャマCMソング。
- 「ガリハバラ!」「カガクル!ミラクル!」- NHK教育「マリー&ガリー」オープニングテーマ。
- 「桜の空」（歌 杉並児童合唱団）- アニメ『生徒会役員共*』13話エンディングテーマ、桜才学園校歌。
- 「オハローニャ!」 （歌：菊池美香、ニャンちゅう、パロロ） - 『ニャンちゅうワールド放送局』オープニングテーマ
- 「まんじゅうなお月さま」 （歌 菊池美香、ニャンちゅう、パロロ） - 『ニャンちゅうワールド放送局』エンディングテーマ
- 「イッテラシャキット!!!」（歌 シン・おはガール）- 『おはスタ』
- 「Dance! ウチュウチュ」（歌 乱太郎、きり丸、しんべヱ）　- 『忍たまにっぽん宇宙旅』オリジナル曲
- 「Here I am〜ここにいるよ〜」「This is where I belong〜僕の場所〜」「You can't take me」「Get off my back」「Sound the bugle」「I will always return」（歌 森重樹一） - 映画「きれいな涙 スピリット」（SPIRIT: Stallion of the Cimarron/Dreamworks2002）日本語版
- アラジン 日本語訳詞

その他、パパイヤ鈴木とおやじダンサーズ、華原朋美、速水けんたろう、井上あずみ、高山厳、因幡晃、ZERO、布施明、雪月花、THE LEGEND、TRINITY、神部冬馬、篠原ともえ、ニャンちゅう、ドラミなど、数多くの歌手、キャラクターに作品を提供している。

## 韓国における作詞作品（韓国語歌詞）
- 「ウサン（傘）」（歌 インスニ／デビュー35周年記念アルバム『UMBRELLA』に収録）
- 「サランエ ビンゴ（愛のビンゴ）」（歌　キム・ヨンジャ／「愛のBINGO!」韓国語バージョン共作詞）
- 「ファイティン（Fighting）」（歌 ビョン・ジンソプ）
- 「アルムダウン サラマ（美しい人よ）」（歌 パク・カンソン）
- 「オンジェナ オジック クデルル（いつでもただ君を）」（歌　イ・セジュン〔ユリサンジャ〕／アニメ冬のソナタOST共作詞）
- 「ポゴ シプタ（逢いたい）」（歌・作編曲 ユ・ヘジュン／アニメ冬のソナタOST共作詞）
- 「カムサ（感謝）」（歌 平原綾香／韓国KBSドラマ“クジョ パラ ポダガ”挿入歌）
- 「ノラヌン ハヌル（君という空）」（歌 アン・ジェウク）
- 韓国ドラマ“IRIS”翻訳歌詞集の監修（IRIS Original Sound Track: Perfect Box）
- BOYFRIEND日本限定アルバム「WE ARE BOYFRIEND」翻訳歌詞集の監修